# Марина ди Сан Вито (Кјети)
Марина ди Сан Вито (итал. Marina di San Vito) је насеље у Италији у округу Кјети, региону Абруцо.
Према процени из 2011. у насељу је живело 1204 становника. Насеље се налази на надморској висини од 27 м.